# Be My Mistake
‘Be My Mistake’는 잉글랜드의 인디 록 밴드 The 1975의 노래이다. 밴드의 세 번째 정규 음반 A Brief Inquiry into Online Relationships의 여섯 번째 트랙으로 수록되어 있다. 뉴질랜드와 미국 록 차트에 이름을 올렸다.

## 차트
| 차트 (2018-19)                      | 최고 순위 |
| ----------------------------------- | --------- |
| 뉴질랜드 (리코디드 뮤직 NZ)         | 24        |
| 미국 핫 록 & 얼터너티브 송 (빌보드) | 36        |